# Noviherbaspirillum suwonense
Espèce
Noviherbaspirillum suwonense est une espèce de bactéries gram-négatives de la famille des Oxalobacteraceae.

## Taxonomie
Le nom correct complet (avec auteur) de ce taxon est Noviherbaspirillum suwonense Kim (d) et al., 2014.

### Étymologie
L'étymologie de l'épithète spécifique de N. suwonense est la suivante : su.wo.nen’se. N.L. neut. adj. suwonense,fait référence à la région de Suwon où la souche type a été isolée.

### Phylogénie
Les études phylogénétiques basées sur la séquence de l'ARN ribosomale 16S ont montré que la séquence de l'espèce H. suwonense est à 96,3 % homologue à celle de la souche type de l'espèce Noviherbaspirillum humi confirmant la présence de cette dernière dans le genre Noviherbaspirillum .